# Jagdgeschwader 26 „Schlageter“
Das Jagdgeschwader 26 „Schlageter“ war ein Verband der Luftwaffe der Wehrmacht im Zweiten Weltkrieg. Das Geschwader war nach Albert Leo Schlageter benannt, einem Mitglied der NSDAP-Tarnorganisation Großdeutsche Arbeiterpartei während der französisch-belgischen Ruhrbesetzung. Er war militanter Aktivist und wurde wegen Spionage und mehrerer Sprengstoffanschläge von einem französischen Militärgericht zum Tode verurteilt und hingerichtet. Aufgrund dieses Ehrennamens waren die Geschwaderangehörigen berechtigt, am rechten Unterarm einen Ärmelstreifen mit der Aufschrift „Jagdgeschwader Schlageter“ zu tragen. Als Jagdgeschwader, ausgestattet mit Jagdflugzeugen vom Typ Messerschmitt Bf 109 in den Ausführungen E, F, G und K und Focke-Wulf Fw 190 in den Ausführungen A und D, verteidigte es zugewiesene Lufträume gegen Einflüge feindlicher Flugzeuge oder drang in feindliche Lufträume ein, um in sogenannter freier Jagd feindliche Flugzeuge anzugreifen. In seltenen Fällen griff das Geschwader auch mit Bordwaffen Bodenziele an. Das Geschwader beteiligte sich am Westfeldzug, der Luftschlacht um England, dem Afrikafeldzug, an der Abwehr der alliierten Combined Bomber Offensive und der alliierten Landung in Dieppe, dem Deutsch-Sowjetischen Krieg und der Abwehr der alliierten Landung in Nordfrankreich, sowie an der Ardennenoffensive und am Unternehmen Bodenplatte. Es wurde am 8. Mai 1945, nach der bedingungslosen Kapitulation der Wehrmacht, aufgelöst.

## Aufstellung
Das Jagdgeschwader 26 entstand am 1. Mai 1939 nach dem neuen Benennungsschema der Luftwaffe aus dem Jagdgeschwader 132 „Richthofen“. Der Geschwaderstab und die II. Gruppe entstanden in Düsseldorf (Lage) aus dem umbenannten Stab und der umbenannten II. Gruppe des Jagdgeschwader 132 „Richthofen“. Die I. Gruppe bildete sich in Köln-Ostheim (Lage) aus der umbenannten I. Gruppe des Jagdgeschwaders 132, während die III. Gruppe am 23. September 1939 in Werl (Lage) aus Abgaben der I. und der II. Gruppe entstand. Die IV. Gruppe entstand erst am 25. Februar 1945 in Varrelbusch (Lage) aus der ehemaligen III. Gruppe des Jagdgeschwaders 54. Am 1. September 1939 wurde die 10. (Nachtjagd-)Staffel in Bonn-Hangelar (Lage) aufgestellt und direkt dem Geschwaderstab unterstellt. Am 8. August 1942 erhielt das Geschwader eine 11. (Höhenjagd-)Staffel, die in Norrent-Fontès stationiert war und ebenfalls direkt vom Geschwaderstab ihre Befehle erhielt.
Das Geschwader flog seine Einsätze mit Jagdflugzeugen des Typs Messerschmitt Bf 109 in den Ausführungen E, F, G und zuletzt K sowie mit der Focke-Wulf Fw 190A und D.
Die selbstständige 10. (Nachtjagd-Staffel) wechselte am 18. Februar 1940 als 11. Staffel zum Jagdgeschwader 2 und wurde am 10. März 1942 als 10. (Jagdbomber-)Staffel erneut aufgestellt. Diese ging am 17. Februar 1943 als 10. (Jabo-)Staffel zum Jagdgeschwader 54. Die 11. (Höhenjagd-)Staffel löste sich am 4. Januar 1943 auf, Restteile gingen zur II. Gruppe des Jagdgeschwaders 51. Der Geschwaderstab, die I. und die II. Gruppe wurden, nach der bedingungslosen Kapitulation der Wehrmacht, am 8. Mai 1945 aufgelöst. Zuvor war schon die III. Gruppe am 25. März 1945 und die IV. Gruppe am 17. April 1945 aufgelöst worden.

## Gliederung
Der Geschwaderstab führte am 22. Juni 1941 die I. bis III. Gruppe die wiederum in Staffeln unterteilt waren. Die 1. bis 3. Staffel gehörte der I. Gruppe, die 4. bis 6. Staffel der II. Gruppe und die die 7. bis 9. Staffel der III. Gruppe an. Jede Staffel, geführt durch einen Staffelkapitän, war in drei Schwärme mit je zwei Rotten zu je zwei Flugzeugen unterteilt. Daraus ergab sich eine Sollstärke der Jagdgruppe von 36 Flugzeugen in den drei Staffeln + 4 Flugzeuge für den Gruppenkommandeur und seinen Stab. Dies ergab bei drei Jagdgruppen eine Sollstärke von 120 Flugzeugen, + 4 Flugzeuge für den Geschwaderkommodore und seinen Stab. Daraus ergab sich eine Sollstärke von 124 Flugzeugen.
Im September/Oktober 1943 erhielt jede Gruppe eine vierte Staffel hinzu, bei gleichzeitiger Erhöhung der Staffelstärke auf 16 Flugzeuge. Daraus ergab sich am 10. Januar 1945 folgende Gliederung. Der Geschwaderstab führte die I. bis III. Gruppe die wiederum in Staffeln unterteilt waren. Die 1. bis 4. Staffel gehörte der I. Gruppe, die 5. bis 8. Staffel der II. Gruppe und die die 9. bis 12. Staffel der III. Gruppe an. Jede Staffel, geführt durch einen Staffelkapitän, war in vier Schwärme mit je zwei Rotten zu je zwei Flugzeugen unterteilt. Daraus ergab sich eine Sollstärke der Jagdgruppe von 64 Flugzeugen in den vier Staffeln + 4 Flugzeuge für den Gruppenkommandeur und seinen Stab. Dies ergab bei drei Jagdgruppen eine Sollstärke von 204 Flugzeugen, + 4 Flugzeuge für den Geschwaderkommodore und seinen Stab. Daraus ergab sich eine Sollstärke von 208 Flugzeugen. Zum 25. Februar 1945 erhöhte sich die Sollstärke, durch die neue IV. Gruppe auf 276 Flugzeuge.

## Geschichte

### Überfall auf Polen
Während des deutschen Überfalls auf Polen, lag das Geschwader mit seinen drei Gruppen im Westen des Reiches auf den Fliegerhorsten Odendorf (Lage), Bönninghardt (Lage) und Werl (Lage). Hier waren sie dem Luftgaukommando VI der Luftflotte 2 zugeteilt und hatten rein defensive Aufgaben gegen eventuelle alliierte Einflüge wahrzunehmen. Zu dieser Zeit verfügte das Geschwader über 120 Messerschmitt Bf 109E-1 und E-3. In der Ausführung E-3 verfügte die Maschine über einen 12-Zylinder-V-Motor Daimler-Benz DB 601 A-1 mit maximal 990 PS Startleistung, der ihr eine Höchstgeschwindigkeit von 570 km/h verlieh. Als Bewaffnung standen ihr zwei 7,92-mm-MG 17 über dem Motor (je 1000 Schuss) und zwei 20-mm-Maschinenkanonen MG FF in den Tragflächen, außerhalb des Propellerkreises feuernd (je 60 Schuss) zur Verfügung.

### Westfeldzug
Bei Beginn des Westfeldzugs am 10. Mai 1940 lag der Geschwaderstab und die II. Gruppe in Dortmund-Brackel (Lage), die I. Gruppe in Bönninghardt (Lage) und die III. Gruppe in Essen/Mühlheim (Lage). Während die I. Gruppe dem Geschwaderstab des Jagdgeschwaders 51 unterstand, erhielt das Geschwader die III. Gruppe des Jagdgeschwaders 3 zugeteilt. Insgesamt 136 Messerschmitt Bf 109E standen dem Geschwader anfangs zur Verfügung. Alle Geschwaderteile erhielten vom Jagdfliegerführer 2 ihre Befehle, der wiederum der Luftflotte 2 zugeteilt war, deren Einsatzbereich der Luftraum über der Heeresgruppe B war. Diese marschierte in den ersten Tagen in die Niederlande und Belgien ein. Der Überfall auf die Niederlande wurde eröffnet durch Luftangriffe und Fallschirmjägerlandungen im Raum Den Haag. Das Jagdgeschwader 26 leistete dafür Begleitschutz und verlor eine Bf 109 die durch eine Fokker D.XXI der niederländischen Luftwaffe abgeschossen wurde. Das Geschwader meldete für diesen Tag acht Abschüsse. Am 13. Mai kam es erstmals zu Luftkämpfen mit britischen und französischen Jägern, die inzwischen ihre Basen nach Belgien vorgeschoben hatten. Hauptgegner waren die von der französischen Luftwaffe geflogenen Curtiss P-36 und die britischen Boulton Paul Defiant, Hawker Hurricane und Supermarine Spitfire. Bei einer Auseinandersetzung der 1. Staffel mit den britischen No. 264 Squadron und No. 66 Squadron wurden Abschüsse von sieben Spitfire und einer Defiant gemeldet, tatsächlich waren es eine Spitfire und fünf Defiant. Die 1. Staffel verlor dabei zwei Flugzeugführer durch Tod und einen durch Gefangenschaft. Als am 14. Mai die alliierten Verbände bei Gembloux in Belgien die erste große Gegenoffensive starteten, die in die Schlacht von Gembloux mündete, leistete das Geschwader Begleitschutz für die Sturzkampfflieger. Währenddessen war die III. Gruppe in den Luftkämpfen in der Schlacht bei Sedan eingesetzt. Nachdem deutsche Panzerverbände dort den Durchbruch erzwangen und in Richtung Ärmelkanal vordrangen, wo es zur Schlacht von Dünkirchen kam, führte das Geschwader schwere Luftkämpfe in diesem Raum. Dabei kam ihm zugute, das die Briten aufgrund ihrer Luftkriegstaktik, nie mit mehr als 12 Jägern (Squadron) zeitgleich patrouillierten, während das Geschwader teilweise in Gruppenstärke mit bis zu 40 Jägern auftrat. Hauptgegner in dieser Zeit waren die No. 74 Squadron, die No. 213 Squadron, die No. 229 Squadron und die No. 242 Squadron der Royal Air Force. Bis zum 31. Mai 1940 verlor das Geschwader 7 Flugzeugführer durch Tod, 7 durch Verwundung vier durch Gefangenschaft.
In der zweiten Phase des Feldzugs nahm das Geschwader bei dem am 3. Juni durchgeführten Unternehmen Paula teil und übernahm Begleitschutzaufgaben für die Bomber die Industriezentren der Luftfahrtindustrie angriffen. Anschließend sorgte das Geschwader beim Vormarsch der Heeresgruppe B über die Somme hinweg für den Schutz des Luftraums. Hier traten besonders die britische No. 43 Squadron und die No. 601 Squadron als Gegner auf. Vom 1. Juni bis zum Waffenstillstand am 22. Juni erlitt das Geschwader Verluste von 12 Toten, 6 Verwundeten und 4 Gefangenen. Während des gesamten Feldzugs meldete es 160 abgeschossene alliierte Flugzeuge. Ende Juni verlegte das Geschwader für einen Monat zurück nach Deutschland, um dort aufgefrischt zu werden.

### Luftschlacht um England
Ende Juli kehrte das Geschwader aus Deutschland in das nun besetzte Nordfrankreich zurück. Der Geschwaderstab und die I. Gruppe lagen in Audembert (Lage), die II. Gruppe in Marquise-Ost (Lage) und die III. Gruppe in Caffiers (Lage). Hier waren sie dem Jagdfliegerführer 2 der Luftflotte 2 zugeteilt. In dieser Phase der Auseinandersetzung mit dem Vereinigten Königreich flogen die Flugzeugführer hauptsächlich Jagdeinsätze über dem Ärmelkanal und dem Südosten Englands, um dort die Luftherrschaft zu erringen, um dadurch Kampffliegerverbänden Luftangriffe auf die Schifffahrt im Ärmelkanal und der Themsemündung zu ermöglichen. Im Juli meldete das Geschwader vier Abschüsse und erlitt Verluste von drei Gefallenen und einen Verletzten. Bis zum 13. August führte das Geschwader diese Form der Kampfführung fort mit wechselseitigen Verlusten auf beiden Seiten.

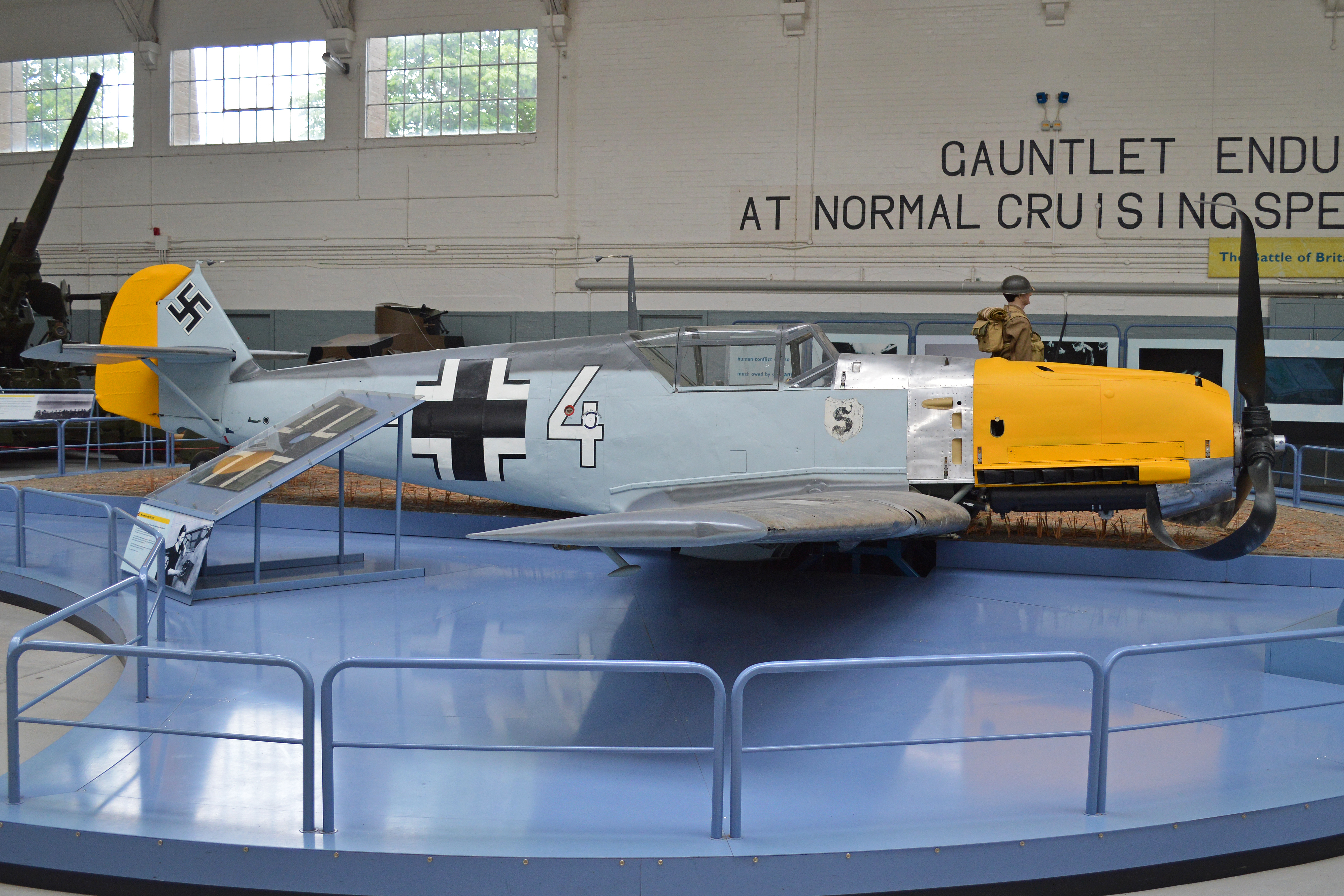
Eine notgelandete Bf 109E-3 des Jagdgeschwaders 26, ausgestellt im Imperial War Museum Duxford

Am 13. August setzte der verschärfte Luftkrieg gegen Ziele im Vereinigten Königreich ein, der durch Luftangriffe bei Tage auf militärische und industrielle Ziele begann. Das Geschwader flog an diesem Tag Begleitschutz für die Sturzkampfflieger der II. Gruppe des Sturzkampfgeschwaders 1 und der IV. Gruppe des Lehrgeschwaders 1. Dabei musste es sich mit der britischen No. 32 Squadron und der No. 615 Squadron auseinandersetzen. Bis Anfang September dauerte diese Phase der Luftschlacht, in der das Geschwader überwiegend Begleitschutzaufgaben übernahm und dabei zu seinen Abschüssen kam. Am 7. September begannen die Luftangriffe auf London und andere britische Städte bei Helligkeit. Die Reichweite der Me 109 des Geschwaders reichte kaum aus um die Kampfflieger bis London und zurück zu begleiten, geschweige um noch Luftkämpfe zu führen. Die eingeführten Abwurftanks erhöhten den Verbleib über dem Zielraum auf maximal 30 bis 40 Minuten. Als im Oktober die Kampfflieger überwiegend für nächtliche Luftangriffe eingesetzt wurden, endeten für das Geschwader die Begleitschutzaufgaben. Neben einigen Luftangriffen mit der Jagdbombertaktik, konzentrierte es sich auf die Abwehr britischer Einflüge. Bis zu diesem Zeitpunkt hatte das Geschwader den Abschuss von 285 britischen Jagdflugzeugen gemeldet und verzeichnete 56 Gefallene.

### Mittelmeerraum 1941
Im Februar 1941 verlegte die 7. Staffel auf den italienischen Fliegerhorst Gela auf Sizilien (Lage) auf Sizilien, wo sie dem X. Fliegerkorps unterstellt war. Diese Verlegung stand im Zusammenhang mit der Belagerung von Malta und dem Afrikafeldzug. Die britische Kronkolonie Malta war von überragender strategischer Bedeutung für alliierte Angriffe auf die See- und Luftversorgung der Achsenmächte.
Ab dem 5. April verlegte die 7. Staffel auf den italienischen Fliegerhorst Grottaglie (Lage), der auf dem italienischen Festland in der Region Apulien lag. Hintergrund dessen war, das am nächsten Tag der deutsche Angriff auf Jugoslawien und Griechenland begann und die 7. Staffel für einen Tieffliegerangriff über die Adria hinweg, auf den jugoslawischen Flugplatz bei Podgorica vorgesehen war. Dabei zerstörte sie nach eigenen Angaben drei jugoslawische Flugzeuge am Boden. Anschließend verlegte die 7. Staffel wieder zurück nach Gela auf Sizilien und widmete sich ihrer ursprünglichen Aufgabe. Ab dem 25. Mai ging sie auf den griechischen Flugplatz Molai an der Südspitze des Peloponnes gelegen. Von dort aus setzte die 7. Staffel am 14. Juni nach Libyen über und war anschließend auf dem Flugplatz Ain el Gazala beheimatet. Dort stand sie unter dem Kommando der I. Gruppe des Jagdgeschwaders 27, die wiederum vom Fliegerführer Afrika ihre Befehle erhielt. Zu dieser Zeit griff sie in die Luftkämpfe im Rahmen der britischen Operation Battleaxe ein, bevor sie am 24. September den nordafrikanischen Kriegsschauplatz verließ. Während dieser Zeit vermeldete die 7. Staffel den Abschuss von 52 feindlichen Flugzeugen ohne eigene Gefallene.

### Westfront 1941 bis 1944
1941
Im Januar 1941 lagen der Geschwaderstab, die I., die II. und die III. Gruppe im besetzten Teil Frankreichs auf dem Fliegerhorst Abbeville-Drucat (Lage). Ab dem 9. Februar verlegte das gesamte Geschwader, bis auf die 7. Staffel die nach Italien ging, in die Heimat um aufgefrischt und teilweise neu ausgestattet zu werden. So erhielt der Geschwaderstab und die II. Gruppe Düsseldorf, die I. Gruppe Dortmund-Brackel und die III. Gruppe Bonn-Hangelar als Basis zugewiesen. Der Geschwaderstab und die I. Gruppe erhielten die Messerschmitt Bf 109E-7, die im Vergleich zur bisher verwendeten E-3 einen optionalen 300-l-Zusatztank oder bis zu 250 kg Bombenzuladung am Flugzeugrumpf anbringen konnte.
Die II. und die III. Gruppe gelangten zu dieser Zeit an die Messerschmitt Bf 109F-2, die mit dem 12-Zylinder-V-Motor Daimler-Benz DB 601N, der 1350 PS Startleistung erbrachte, eine Höchstgeschwindigkeit von 670 km/h erreichte. Die Bewaffnung bestand aus zwei 7,92-mm-MG 17 über dem Motor (je 500 Schuss, ausreichend für 25 bis 26 Sekunden Dauerfeuer) und ein 15-mm-MG 151 mit 200 Schuss (ausreichend für etwa 15 Sekunden Dauerfeuer, durch die Propellernabe feuernd). Zu dieser Zeit, stellte die II. Gruppe Personal ab zur Aufstellung der Erprobungsstaffel 190, in der die ersten sechs fertiggestellten Focke-Wulf Fw 190A-0 getestet wurden. Ab Juli 1941 operierte sie vom Fliegerhorst Paris–Le Bourget aus. Im April ging es für das Geschwader zurück nach Frankreich, wo es die Fliegerhorste Brest-Guipavas (Lage), Marquise-Ost (Lage) und Saint-Brieuc (Lage) einnahm.
Zu dieser Zeit zogen sich die anderen Jagdgeschwader die im besetzen Nordfrankreich, im besetzten Belgien und in den besetzten Niederlanden stationiert waren, nach und nach zurück, um sich auf den bevorstehenden Überfall auf die Sowjetunion vorzubereiten. Lediglich das Jagdgeschwader 26 und das Jagdgeschwader 2 waren dazu auserkoren, in diesem Bereich zu bleiben, um den Kampf gegen die britische Luftwaffe fortzuführen. Dazu war das Geschwader dem Jagdfliegerführer 2 der Luftflotte 3 zugewiesen.
Im Sommer 1941 befanden sich entlang der dem Vereinigten Königreich gegenüberliegenden Küste, von Helgoland bis zur Biskaya, 32 Freya-Funkmessgeräte und 57 Würzburg-Funkmessgeräte. Durch ihre Messungen konnte der Einflug britischer Flugzeuge, mit einer gewissen Vorlaufzeit, festgestellt werden. Anhand der festgestellten Richtung und Höhe mussten die Jagdflugzeuge des Geschwaders aufsteigen um den Gegner zu bekämpfen. Im Juli 1941 gab es 4385 dieser sogenannten Alarmstarts, während es im August 127 weniger waren. Im September waren es 2534, im Oktober 2553 und im November nur noch 1287 Alarmstarts.
Im Juli 1941 verlegte die 6. Staffel der II. Gruppe des Geschwaders auf den Fliegerhorst Paris–Le Bourget, um auf die neue Focke-Wulf Fw 190A-1 umgerüstet zu werden. Bis Ende September war die gesamte II. Gruppe mit diesem Flugzeug ausgestattet. Ab Oktober 1941 erhielt die III. Gruppe ebenfalls die Focke-Wulf Fw 190A-1, während die I. Gruppe ab November 1941 die weiterentwickelte Focke-Wulf Fw 190A-2 bekam.
1942
Zu Beginn des Jahres 1942 lag der Geschwaderstab in Audembert (Lage), die I. Gruppe in Arques (Lage), die II. Gruppe in Abbeville-Drucat (Lage) und die III. Gruppe in Calais-Coquelles (Lage), alle im Norden des besetzten Frankreichs gelegen. Das Geschwader erhielt weiterhin seine Befehle vom Jagdfliegerführer 2 der Luftflotte 3. Alle drei Gruppen flogen mit der Focke-Wulf Fw 190 in den Varianten A-1 oder A-2.
Zusammen mit den Jagdgeschwadern 1 und 2 spielte es eine wichtige Rolle beim Unternehmen Cerberus, dem erfolgreichen Durchbruch der deutschen Kriegsschiffe Scharnhorst, Gneisenau und Prinz Eugen durch den Ärmelkanal. In dem dreitägigen Unternehmen stellte das Geschwader den Luftraumschutz sicher, wo es bei vier eigenen Flugzeugverlusten zwölf Abschüsse meldete.
Im April/Mai 1942 erreichten die ersten Focke-Wulf Fw 190 in der Ausführung A-3 das Geschwader. Im Vergleich zur bisher verwendeten A-2 verfügte die A-3 über den neuen Motor BMW 801 D-2, der 1700 PS Startleistung erbrachte und eine Höchstgeschwindigkeit von 660 km/h ermöglichte. Als Bewaffnung standen zwei 7,92-mm-MG 17 (je 900 Schuss) hinter dem Motor oben im Rumpf, zwei 20-mm-MG 151/20E (je 250 Schuss) in den Flügelwurzeln, alle vier gesteuert durch den Propellerkreis schießend und zusätzlich als Flächenrüstsatz zwei 20-mm-MG FF/M (je 90 Schuss) ungesteuert am Propellerkreis vorbeischießend in den äußeren Flügeln zur Verfügung. Die A-3 konnte rein zahlenmäßig die A-2 nicht ablösen, so das beide Ausführungen betrieben wurden.

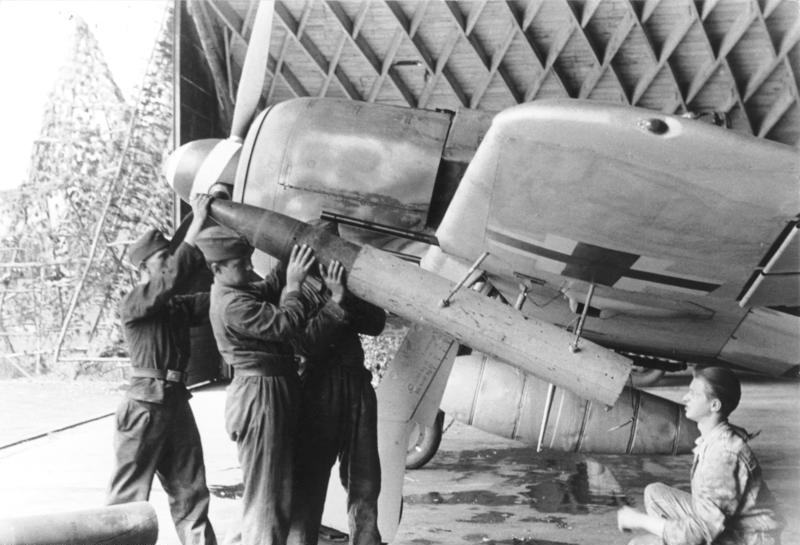
Focke-Wulf Fw 190 mit 21-cm-Werfergranate unter der Tragfläche

Am 17. August traten erstmals US-amerikanische B-17 Bomber der 8. US-Luftflotte über Nordfrankreich in Erscheinung als der Bahnhof der Stadt Rouen am Tage bombardiert wurde. Die Bekämpfung dieser mit 13 Browning-MG des Kalibers .50 BMG ausgestatteten Bomber, die in einer dichten Formation (Combat Box) in bis zu 8000 m Höhe einflogen, stellte das Geschwader vor einige Probleme, die mit der Einführung der Focke-Wulf 190 in der Ausführung A-4 angegangen wurden. Die im September/Oktober dem Geschwader zur Verfügung gestellte Ausführung A-4 hatte neben Modifikationen am Antennenmast und der Verwendung des neuen Funkgeräts FuG 16, zwei 21-cm-Werfergranaten unter den Tragflächen angebracht. Bei der Werfergranate 21 handelte es sich um ein drallstabilisiertes Raketenprojektil im Kaliber 21 cm, das rückstoßfrei aus einem Rohr mit Führungs- und Halteschienen im Inneren verschossen wurde. Eingesetzt wurde sie hauptsächlich gegen Bomberpulks, die in dichter Formation flogen. Zusätzlich verfügte der Motor über eine MW-50-Anlage. Dabei konnte jeweils für einige Minuten ein Methanol-Wasser-Gemisch im Verhältnis 50:50 eingespritzt werden, wodurch die Motorleistung auf 2000 PS gesteigert werden konnte. Die A-4 wurde in ausreichenden Mengen geliefert und löste alle vorhergehenden Ausführungen ab.
Als am frühen Morgen des 19. August die alliierte Landungsoperation gegen den Hafen von Dieppe begann, stand das Geschwader im Zentrum der Kampfhandlungen in diesem Bereich. Insgesamt 46 Squadrons der britischen Luftwaffe, ausgestattet mit der Supermarine Spitfire in den Varianten Mk V und Mk IX, beteiligten sich an den Kampfhandlungen. Das Unternehmen scheiterte in den Vormittagsstunden unter hohen alliierten Verlusten. Das Geschwader meldete für diesen Tag 21 Abschüsse bei 6 eigenen Flugzeugverlusten.
1943
Das Jahr 1943 begann für den Geschwaderstab und die I. Gruppe in Saint Omer-Wizernes (Lage), die II. Gruppe in Abbeville-Drucat und die III. Gruppe in Wevelghem (Lage), alle im Bereich des Ärmelkanals gelegen. Nachdem die I. Gruppe ab Ende Januar und die 7. Staffel ab Mitte Februar in den besetzten Teil Russlands verlegten und am Deutsch-Sowjetischen Krieg teilnahmen, blieben dem Geschwaderstab noch fünf Jagdstaffeln, um alliierte Einflüge in das besetzte Gebiet abzufangen. Das Geschwader war weiterhin dem Jagdfliegerführer 2 der Luftflotte 3 unterstellt und war mit der Focke-Wulf Fw 190A-4 ausgestattet.
Im ersten Halbjahr musste sich das Geschwader mit Einflügen von US-Bombern auseinandersetzen, die überwiegend Ziele innerhalb der Reichweite ihrer Begleitjäger bombardierten, die nur bis Wilhelmshaven an der Nordsee reichte. Erst ab Juli 1943, mit der Einführung von abwerfbaren Außentanks bei der Republic P-47, waren auch Einflüge nach Deutschland möglich. Im März/April 1943 erreichten die ersten Focke-Wulf Fw 190A-5 das Geschwader und verdrängten die Version A-4 als bisheriges Standardmodell. Der größte Unterschied zwischen beiden Modellen war der um 150 mm nach vorn versetzte Motor, der neue elektrisch betriebene künstliche Horizont, ein verbessertes Höhenatemgerät sowie die umfassende Verwendung des FuG 25a für die Freund-Feind-Kennung (IFF).
Am 17. August griffen US-Bomber im Rahmen der Operation Double Strike kriegswichtige Industrieziele in Regensburg und Schweinfurt an. Der Begleitschutz bestand aus Jagdflugzeugen vom Typ P-47 und Spitfire IX, die aber nur bis zur deutschen Reichsgrenze mitflogen und dann mangels Reichweite umkehrten. Die I. Gruppe bekam über Nordfrankreich Kontakt und lieferte sich Luftkämpfe mit der 56th Fighter Group und der 353rd Fighter Group. Dabei wurde der Gruppenkommandeur der II. Gruppe, Major Wilhelm-Ferdinand Galland, Bruder von Adolf Galland, bei einem Luftkampf mit einer P-47 Thunderbolt 5 km westlich von Maastricht abgeschossen.
Mitte Oktober wiederholte die 8. US-Luftflotte den Luftangriff auf Schweinfurt mit 291 Bomber vom Typ B-17. Auf Hin- und Rückflug wurden insgesamt 60 viermotorige Bomber abgeschossen, die Mehrheit davon auf dem Rückflug durch die Jagdgeschwader 1 und 26 über den Niederlanden.
1944
Zu Anfang des Jahres 1944 blieb das Geschwader weiterhin in Nordfrankreich und Belgien im Bereich des Ärmelkanals stationiert. Der Geschwaderstab befand sich in Lille-Nord (Lage), die I. Gruppe in Florennes (Lage), die II. Gruppe in Cambrai-Epinoy (Lage) und die III. Gruppe in Dinant (Lage). Das Geschwader war der 4. Jagddivision des II. Jagdkorps der Luftflotte 3 zugeteilt. Inzwischen verfügte die I. Gruppe überwiegend über die Focke-Wulf Fw 190A-6, während die II. Gruppe noch mit der A-4 flog. In der III. Gruppe standen in der Mehrzahl Messerschmitt Bf 109G-6 zur Verfügung. Die Bf 109G-6 verfügte über einen 12-Zylinder-V-Motor Daimler-Benz DB 605 A mit 1475 PS Startleistung der ihr eine Höchstgeschwindigkeit von 630 km/h ermöglichte, bei einer Bewaffnung von zwei 13-mm-MG-131 (je 300 Schuss) über dem Motor, ein durch die Propellernabe feuerndes 20-mm-MG 151/20 (200 Schuss) und verschiedene Rüstsätze für Unterflügelrohrwaffen. Die Fw 190A-6 die 30 km/h schneller als die Bf 109G-6 war, wurde gegenüber dem Vorgängermodell in der Bewaffnung verbessert. Sie verfügte jetzt über zwei 20-mm-MG 151/20 E in den äußeren Tragflächen, zusätzlich zu den zwei 7,92-mm-MG 17 (je 900 Schuss) hinter dem Motor oben im Rumpf und zwei 20-mm-MG 151/20E (je 250 Schuss) in den Flügelwurzeln, alle vier gesteuert durch den Propellerkreis schießend.
Zwischen dem 20. und 25. Februar 1944 starteten die Westalliierten eine Serie von Luftangriffen auf ausgewählte Ziele der deutschen Rüstungsindustrie, die unter der Bezeichnung Big Week in die Geschichte eingegangen sind. Erstmals wurde die North American P-51 Mustang mit großer Reichweite während des gesamten Anfluges als Begleitschutz eingesetzt. Sie sollte, in großen Mengen als Begleitschutz mitgeführt, die deutsche Jagdwaffe entscheidend schwächen. Das Geschwader mit seinen drei Gruppen war an der Abwehr aller bei Tage durchgeführten Einflüge beteiligt, lagen seine Basen doch genau in der Haupteinflugschneise. Insgesamt meldete das Geschwader im Februar 45 Abschüsse bei 36 eigenen Flugzeugverlusten, der Großteil davon während der Big Week. Dazu kamen noch 28 Flugzeugverluste ohne Feindeinwirkung. Aufgrund dessen sank die Einsatzbereitschaft bei den Flugzeugführern und den Flugzeugen schnell ab.
Bei dem am 6. März erfolgten ersten Tagesluftangriff auf Berlin, an dem 658 schwere US-Bomber teilnahmen, meldete das Geschwader acht abgeschossene Bomber. Mit insgesamt 69 verlorenen Bombern war es der verlustreichste Luftangriff innerhalb eines Tages der 8th Air Force während des gesamten Krieges.
Als die Alliierten am Morgen des 6. Juni 1944 an den Stränden der Normandie landeten und damit die Operation Overlord begann, befand sich das Geschwader mit der I. bis III. Gruppe in Lille-Nord, in Vendeville (Lage), in Mont-de-Marsan (Lage) und Nancy-Essey (Lage). Der Stab, die I. und die III. Gruppe waren der 4. Jagddivision des II. Jagdkorps der Luftflotte 3 unterstellt, während die II. Gruppe dem Jagdabschnittsführer Bordeaux an der Atlantikküste zugeteilt war. Der Geschwaderstab, die I. und II. Gruppe waren mehrheitlich mit der Focke-Wulf Fw 190A-8, die III. Gruppe mit der Messerschmitt Bf 109G-6 ausgestattet. Die Fw 190A-8 verfügte erstmals für ihren BMW 801 D-2 Motor das MW-50-System, für eine kurzzeitige Leistungssteigerung des Motors, mittels der Einspritzung eines Methanol-Wasser-Gemisches. Bei einer Höchstgeschwindigkeit von 656 km/h führte sie zwei 13-mm-MG 131 über dem Motor, zwei 20-mm-MG 151/20E gesteuert durch den Propellerkreis schießend in den Flügelwurzeln und zwei 20-mm-MG 151/20E ungesteuert am Propellerkreis vorbeischießend in den äußeren Flügeln, mit.
Die ersten Flugzeuge die am 6. Juni den alliierten Landungsraum erreichten, waren der Geschwaderkommodore Oberstleutnant Josef Priller und sein Rottenflieger Feldwebel Heinz Wodarczyk, die Sword Beach am Morgen überflogen. Diese Szene wurde auch in dem 1962 erschienenen Spielfilm "Der längste Tag" dargestellt. Da die bisherigen Fliegerhorste zu nahe an der neu entstandenen Front lagen verlegte das Geschwader am 6. Juni auf weiter entfernt gelegene Flugplätze. Der Geschwaderstab ging nach Poix-Nord (Lage), die I. Gruppe nach Chaumont-en-Vexin, die II. Gruppe nach Guyancourt und die III. Gruppe nach Villacoublay-Süd (Lage). Nach Abschluss der Verlegung griff das Geschwader noch am Nachmittag des 6. Juni in den Kampf ein. Teilweise wurden die Jagdflugzeuge wie Schlachtflugzeuge im Nahkampf direkt gegen die feindlichen Bodentruppen eingesetzt. Insbesondere die Fw 190 A-8/R2 mit zwei internen Maschinenkanonen 30-mm-MK 108 im Außenflügel und die Fw 190 A-8/R3 mit zwei externen Maschinenkanonen 30-mm-MK 103 in Unterflügelbehältern konnten auch gepanzerte Fahrzeuge und Panzer erfolgreich aus der Luft angreifen. Bis Ende Juni meldete das Geschwader die Vernichtung von 50 alliierten Flugzeugen bei einem eigenen Verlust von 32 Gefallenen, 21 Verwundeten und 1 Gefangenen.
Den ganzen Juli über wurde das Geschwader im Bereich des alliierten Brückenkopfes eingesetzt, der sich langsam vergrößerte. Anfang August, während des deutschen Unternehmens Lüttich, flog das Geschwader Bodenangriffe auf US-amerikanische Panzer und andere Fahrzeuge. Da dieses Unternehmen scheiterte, konnten die US-Amerikaner den Kessel von Falaise bilden. Anschließend mussten sich die arg zusammengschmolzenen deutschen Verbände in Richtung Westgrenze des Deutschen Reiches zurückziehen. Das Geschwader verlegte im August mehrfach nach Osten und erhielt Anfang September neue Basen in der Heimat zugewiesen, wo es längere Zeit stationiert blieb. So war der Geschwaderstab und die I. Gruppe in Krefeld-Linn (Lage), die II. Gruppe in Duisburg-Kirchhellen (Lage) und die III. Gruppe in München-Gladbach (heute Mönchengladbach) untergekommen.

### Ostfront 1943
Am 22. Januar 1943 verlegte die I. Gruppe des Geschwaders über den Fliegerhorst Heiligenbeil nach Rjelbitzy (Lage) im Norden des besetzten Teil Russlands, wo sie im Rahmen des Deutsch-Sowjetischen Krieges dem Jagdgeschwader 54 der Luftflotte 1 zugeteilt war. Zu dieser Zeit verfügte sie über 34 Focke-Wulf Fw 190A-4, die sofort zur Abwehr der sowjetischen Operation Iskra eingesetzt wurden, die das Ziel hatte die Leningrader Blockade zu beenden. Ab dem 17. Februar war zusätzlich noch die 7. Staffel des Geschwaders in Krasnowardeisk (Lage), im Norden der Ostfront stationiert, wo sie bis Juli 1943 blieb und dem Jagdgeschwader 54 unterstellt war. Anschließend kehrte sie zur Westfront zurück.
Währenddessen verlegte die I. Gruppe im Februar in den Mittelabschnitt der Ostfront, wo sie dem Luftwaffenkommando Ost, ab 5. Mai umbenannt in Luftflotte 6, unterstellt war. Dort griff sie in die Schlacht von Rschew ein, die in den letzten Zügen lag und schließlich mit dem deutschen Rückzug aus dem Frontbogen Mitte März endete. Anschließend lag sie bis Mai auf dem Fliegerhorst Schatalowka/West (Lage). Mit der Verlegung auf den Fliegerhorst Orel/West begann der Luftkrieg zur Vorbereitung des Unternehmens Zitadelle, der Schlacht um den Kursker Bogen. Dazu nahm die I. Gruppe am Unternehmen Carmen teil, einer Serie von Luftangriffen am 2. und 3. Juni auf die Stadt Kursk. Das Hauptziel der Luftangriffe waren die Eisenbahnanlagen die inmitten der Stadt lagen. Die I. Gruppe flog Begleitschutz für die Bomberverbände die bei Tage angriffen. Insgesamt warfen in zwei Tagen 596 Flugzeuge 1600 Bomben auf das Stadtgebiet. Ab dem 6. Juni verlegte die I. Gruppe zurück auf den Fliegerhorst Rheine.

### Reichsverteidigung 1944/45
Bei der Luftlandung alliierter Truppen in den Niederlanden ab dem 17. September 1944, lag das Geschwader dem Einsatzraum am nächsten und wurde gegen die alliierten Transportmaschinen eingesetzt. Da diese durch Begleitjäger abgeschirmt wurden, erreichten nur wenige Jagdflieger die alliierten Transportflieger. Ende September war das Geschwader dem II. Jagdkorps des Luftwaffenkommandos West zugeteilt, das die Westgrenze des Deutschen Reiches gegen die Westalliierten verteidigte. Als sich am 12. Oktober ein Luftangriff der 8. US-Luftflotte anbahnte, flog das komplette Geschwader, unter Führung des Geschwaderkommodore, in Richtung des Bomberstroms. Da dieser durch Jäger der 56th, der 78th, der 357th, der 363rd und der 364th Fighter Group begleitet wurde, kam es zu schweren Luftkämpfen, bei denen die unerfahrenen deutschen Flugzeugführer Verluste erlitten. Insgesamt 13 eigenen Flugzeugverlusten stand der Abschuss einer P-51 durch den Geschwaderkommodore gegenüber. Für Oberstleutnant Josef Priller war es der 101 Abschuss gewesen.
Ab dem 16. November begann bei der II. Gruppe des Geschwaders die Einführung der Focke-Wulf Fw 190D-9. Diese mit einem Motor vom Typ Junkers Jumo 213 A-1 mit 1750 PS ausgestattete Maschine, hatte eine Höchstgeschwindigkeit von 686 km/h und führte eine Bewaffnung von zwei 13-mm-MG 131 und zwei 20-mm-MG 151/20E mit sich. Durch das verbaute MW-50-System, konnte für 10 Minuten eine Sondernotleistung von 2100 PS abgerufen werden. Bis zum Beginn der deutschen Ardennenoffensive am 16. Dezember verfügte die II. Gruppe in der Mehrzahl über die Fw 190D-9, während der Geschwaderstab, die I. und die III. Gruppe über keine einzige Maschine dieser Art verfügten.
Am Neujahrstag 1945 griff das Geschwader, im Rahmen des Unternehmens Bodenplatte zusammen mit anderen Jagdgeschwadern alliierte Flugplätze im Tiefflug an. Das Geschwader erhielt für den Geschwaderstab und die I. Gruppe den Flugplatz Brüssel-Grimbergen als Ziel zugewiesen, während die II. und III. Gruppe Brüssel-Evere anflogen. Zu dieser Zeit lag die I. Gruppe in Fürstenau (Lage), die II. Gruppe in Nordhorn (Lage) und die III. Gruppe in Plantlünne (Lage). Während der Luftangriff auf den Flugplatz Brüssel-Grimbergen wegen mangelnder Belegung fehlschlug, gelang es der II. und der III. Gruppe, die alliierten Flieger auf dem Flugplatz Brüssel-Evere völlig zu überraschen und um die 60 Flugzeuge zu zerstören. Allein das kanadische 127 Wing RCAF verlor 11 Spitfire am Boden und eine in der Luft. Das Geschwader erlitt während des Einsatzes Verluste von 12 Gefallenen, 7 Gefangenen und 4 Verwundeten. Der materielle Verlust betrug 15 abgeschossene Maschinen, davon teilweise durch Eigenbeschuss der Flak.
In der weiteren Folge wurden die Jagdflugzeuge des Geschwaders vermehrt als Schlachtflieger in den Bodenkämpfen eingesetzt. Während der alliierten Operation Clarion vom 22. bis 24. Februar 1945 kam das Geschwader gegen Luftangriffe der 9. US-Luftflotte zum Einsatz und verlor dabei 3 Gefallene und 3 Verwundete. Infolge des westalliierten Vormarsches zog sich das Geschwader in Richtung Norddeutschland zurück. Obwohl noch ausreichend Flugzeuge und Flugzeugführer vorhanden waren, führte das Geschwader aufgrund der angespannten Betriebsstofflage nur noch wenige Einsätze durch. Nachdem die III. Gruppe am 25. März in Delmenhorst (Lage) und die IV. Gruppe am 17. April in Neumünster-Kleinkummersfeld (Lage) aufgelöst wurden, zogen sich der Geschwaderstab und die I. Gruppe nach Flensburg-Weiche (Lage) und die II. Gruppe nach Husum (Lage) zurück. Dort wurden sie nach der bedingungslosen Kapitulation der Wehrmacht am 8. Mai 1945 aufgelöst.

## Kommandeure

### Geschwaderkommodore
| Dienstgrad | Name                | Zeit                                   |
| ---------- | ------------------- | -------------------------------------- |
| Oberst     | Eduard von Schleich | 1. Mai 1939 bis 9. Dezember 1939       |
| Major      | Hans-Hugo Witt      | 14. Dezember 1939 bis 23. Juni 1940    |
| Major      | Gotthardt Handrick  | 24. Juni 1940 bis 21. August 1940      |
| Major      | Adolf Galland       | 22. August 1940 bis 5. Dezember 1941   |
| Major      | Gerhard Schöpfel    | 6. Dezember 1941 bis 31. Dezember 1942 |
| Major      | Josef Priller       | 1. Januar 1943 bis 27. Januar 1945     |
| Major      | Franz Götz          | 28. Januar 1945 bis 7. Mai 1945        |

### Gruppenkommandeure
I. Gruppe
- Major Gotthardt Handrick, 1. Mai 1939 bis 23. Juni 1940[119]
- Hauptmann Kurt Fischer, 24. Juni 1940 bis 21. August 1940[120]
- Hauptmann Rolf Pingel, 22. August 1940 bis 10. Juli 1941[121]
- Major Johannes Seifert, 11. Juli 1941 bis 31. Mai 1943[122]
- Hauptmann Fritz Losigkeit, 1. Juni 1943 bis 22. Juni 1943[123]
- Hauptmann Karl Borris, 23. Juni 1943 bis 14. Mai 1944[124]
- Hauptmann Hermann Staiger, 15. Mai 1944 bis 31. Juli 1944[125]
- Major Karl Borris, 1. August 1944 bis 7. Mai 1945[126]

II. Gruppe
- Hauptmann Werner Palm, 1. Mai 1939 bis 27. Juni 1939[127]
- Hauptmann Herwig Knüppel, 28. Juni 1939 bis 19. Mai 1940[128]
- Hauptmann Karl Ebbighausen, 20. Mai 1940 bis 31. Mai 1940[129]
- Hauptmann Erich Noack, 1. Juni 1940 bis 24. Juli 1940 †[130]
- Hauptmann Karl Ebbighausen, 25. Juli 1940 bis 16. August 1940 †[131]
- Hauptmann Erich Bode, 17. August 1940 bis 3. Oktober 1940[132]
- Hauptmann Walter Adolph, 3. Oktober 1940 bis 18. September 1941 †[133]
- Hauptmann Jochen Müncheberg, 19. September 1941 bis 21. Juli 1942[134]
- Hauptmann Karl-Heinz Meyer, 22. Juli 1942 bis 2. Januar 1943[135]
- Major Wilhelm-Ferdinand Galland, 3. Januar 1943 bis 17. August 1943 †[136]
- Hauptmann Hans Naumann, 18. August 1943 bis 8. September 1943[137]
- Oberstleutnant Johannes Seifert, 9. September 1943 bis 25. November 1943[138]
- Major Wilhelm Gäth, 26. November 1943 bis 1. März 1944[139]
- Hauptmann Hans Naumann, 2. März 1944 bis 28. Juni 1944[140]
- Hauptmann Emil Lang, 29. Juni 1944 bis 3. September 1944[141]
- Hauptmann Georg Peter Eder, 3. September 1944 bis 8. Oktober 1944[142]
- Major Anton Hackl, 9. Oktober 1944 bis 29. Januar 1945[143]
- Oberleutnant Waldemar Radener, 30. Januar 1945 bis 22. Februar 1945[144]
- Hauptmann Paul Schauder, 23. Februar 1945 bis 1. Mai 1945[145]

III. Gruppe
- Major Ernst Freiherr von Berg, 4. Oktober 1939 bis 5. Juni 1940[146]
- Major Adolf Galland, 14. Juni 1940 bis 20. August 1940[147]
- Hauptmann Gerhard Schöpfel, 21. August 1940 bis 5. Dezember 1941[148]
- Hauptmann Josef Priller, 6. Dezember 1941 bis 10. Januar 1943[149]
- Hauptmann Fritz Geisshardt, 11. Januar 1943 bis 5. April 1943[150]
- Hauptmann Kurt Ruppert, 7. April 1943 bis 13. Juni 1943 †[151]
- Hauptmann Rolf Hermichen, 15. Juni 1943 bis 4. Juli 1943[152]
- Hauptmann Klaus Mietusch, 5. Juli 1943 bis 17. September 1944 †[153]
- Hauptmann Paul Schauder, 17. September 1944 bis 26. September 1944[154]
- Hauptmann Walter Krupinski, 27. September 1944 bis 25. März 1945[155]

IV. Gruppe
- Major Rudolf Klemm, 25. Februar 1945 bis 17. April 1945[156]

## Auszeichnungen
Bekannte Träger des Ritterkreuz des Eisernen Kreuzes oder höherer Stufen des Jagdgeschwaders 26.
| Name                       | Dienstgrad   | Einheit    | Ritterkreuz   | Eichenlaub    | Schwerter     |
| -------------------------- | ------------ | ---------- | ------------- | ------------- | ------------- |
| Adolph, Walter †           | Hauptmann    | II./JG 26  | 18. Sep. 1941 |               |               |
| Borris, Karl               | Major        | I./JG 26   | 25. Nov. 1944 |               |               |
| Dortenmann, Hans           | Oberleutnant | 3./JG 26   | 20. Apr. 1945 |               |               |
| Galland, Adolf             | Major        | III./JG 26 | 29. Juli 1940 | 25. Sep. 1940 | 21. Juni 1941 |
| Galland, Wilhelm-Ferdinand | Hauptmann    | II./JG 26  | 18. Mai 1943  |               |               |
| Kemethmüller, Ralf         | Feldwebel    | 7./JG 26   | 2. Okt. 1942  |               |               |
| Mayer, Wilhelm †           | Leutnant     | 5./JG 26   | 12. März 1945 |               |               |
| Mietusch, Klaus †          | Hauptmann    | III./JG 26 | 26. März 1944 | 18. Nov. 1944 |               |
| Müncheberg, Joachim        | Oberleutnant | 7./JG 26   | 14. Sep. 1940 | 7. Mai 1941   |               |
| Priller, Josef             | Oberleutnant | 1./JG 26   |               | 20. Juli 1941 | 2. Juli 1944  |
| Radener, Waldemar          | Oberleutnant | II./JG 26  | 12. März 1945 |               |               |

## Bekannte Geschwaderangehörige
- Adolf Galland (1912–1996), war seit dem 22. November 1941 General der Jagdflieger und seit 1948 Berater der argentinischen Regierung und Luftwaffe. Später Industrieberater und Aufsichtsratsvorsitzender mehrerer Luftfahrtunternehmen. Seine Autobiographie Die Ersten und die Letzten wurde über zwei Millionen Mal verkauft.
- Josef Haiböck (1917–2002), war 1975 als Generalmajor des österreichischen Bundesheeres Kommandeur der Fliegerdivision
- Gotthard Handrick (1908–1978), gewann bei den Olympischen Sommerspielen in Berlin 1936 im Modernen Fünfkampf die Goldmedaille
- Rolf Hermichen (1918–2014), war Personaldirektor beim Kaufhaus-Konzern Karstadt AG
- Günther Kelch (1917–1943), war ein deutscher Eishockeyspieler, der unter anderem bei den Zehlendorfer Wespen spielte und mit der deutschen Nationalmannschaft an den Weltmeisterschaften 1937 und 1939 teilnahm
- Walter Krupinski (1920–2000), war von 1974 bis 1976 als Generalleutnant der Luftwaffe der Bundeswehr Kommandierender General des Luftflottenkommandos
- Josef Priller (1915–1961), war ein deutscher Brauer
- Eduard von Schleich (1888–1947), war ein Reichstagsabgeordneter der NSDAP
- Johannes Steinhoff (1913–1994), war von 1966 bis 1970 als Generalleutnant Inspekteur der Luftwaffe